# مورايا عثكولية

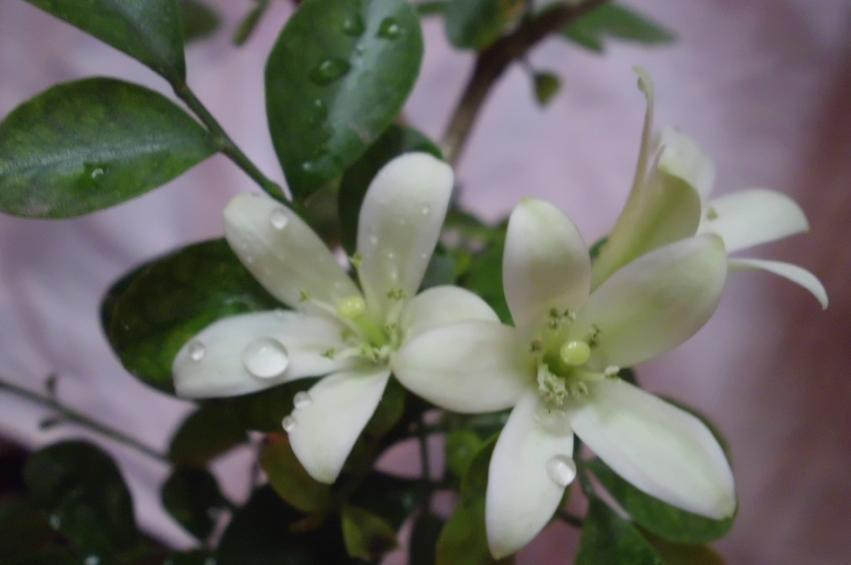
موريا في القاهرة

مورايا عثكولية (الاسم العلمي: Murraya paniculata) هي نوع من النباتات يتبع جنس المورايا من الفصيلة السذابية. هي نبات استوائي مستديم الخضرة تحمل زهور بيضاء ذات رائحة عطرة، ويتم زراعتها كشجرة زينة منفردة أو سياج حول الحدائق.

## معرض صور

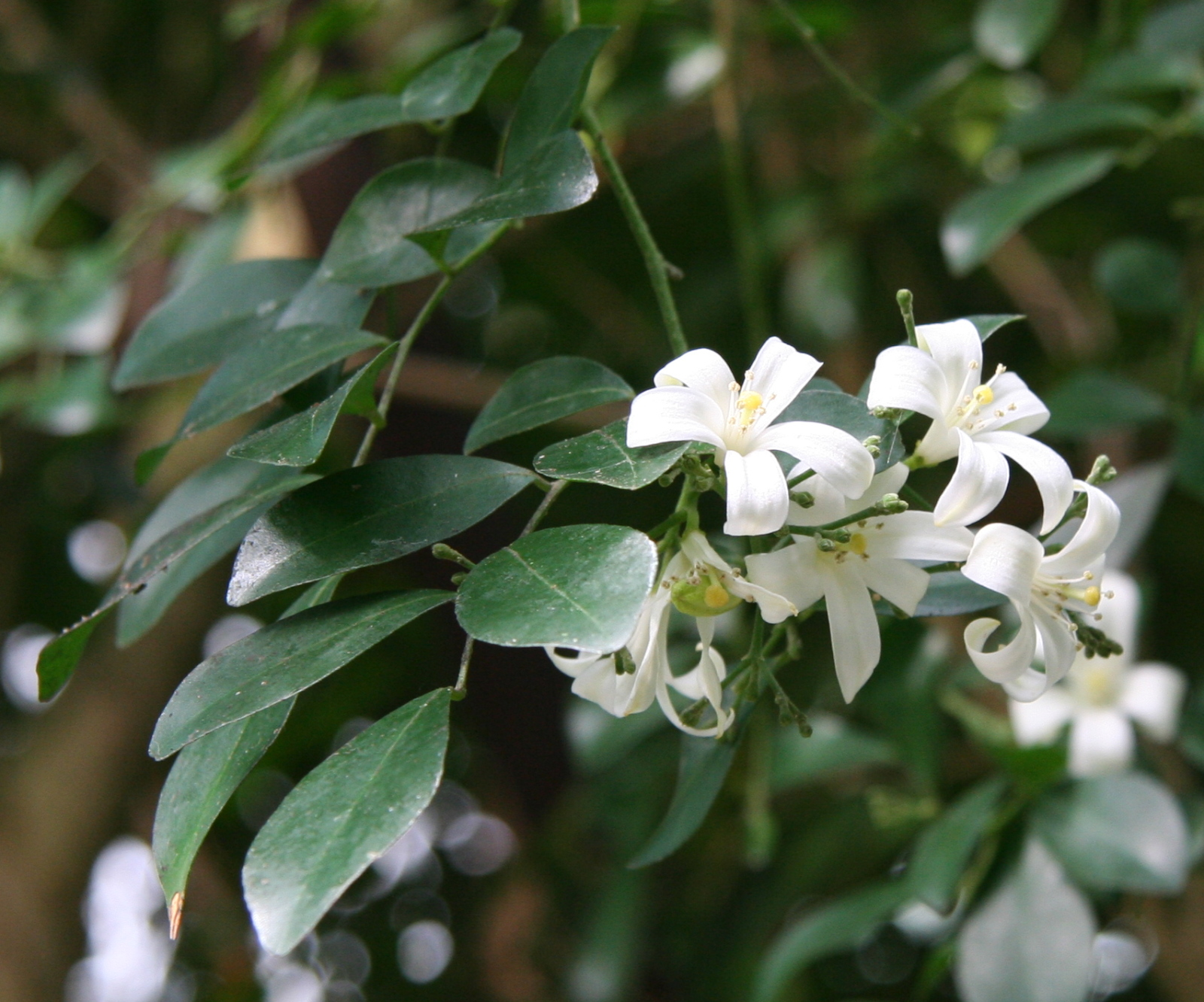
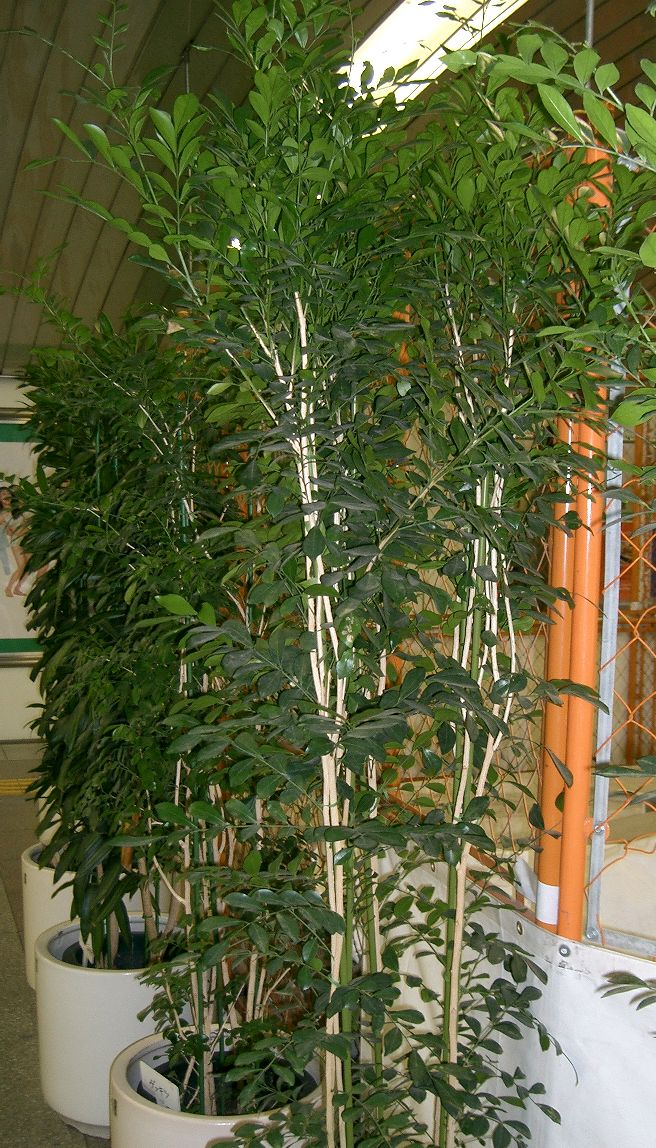
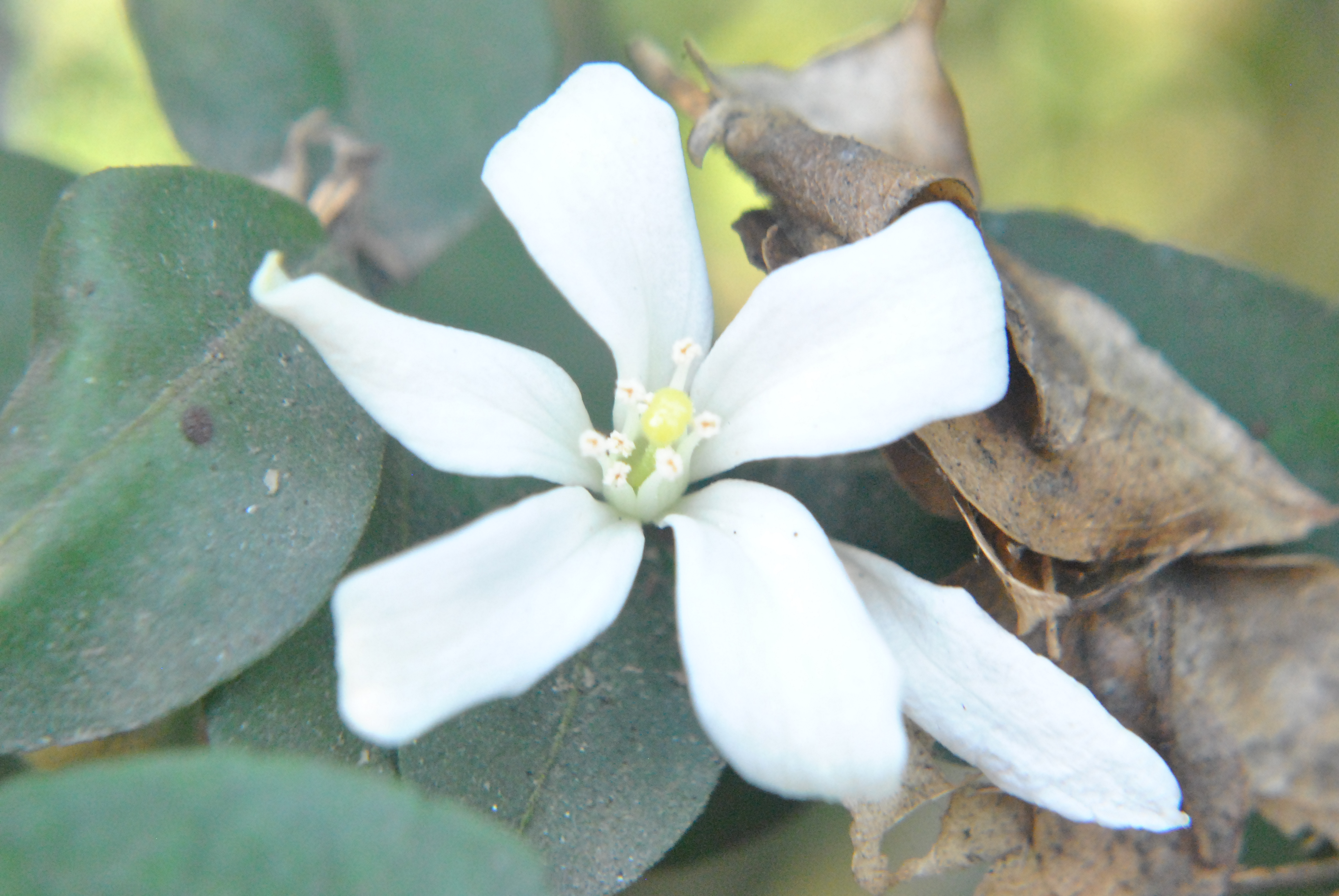